# Церква святого Юрія (Сущин)
Церква святого Юрія в Сущині — парафія і храм греко-католицької громади Теребовлянського деканату Тернопільсько-Зборівської архієпархії Української греко-католицької церкви в селі Сущин Тернопільського району Тернопільської области.

## Історія церкви
Парафія належала до Української Греко-Католицької Церкви до 1946 року. У період 1946—1990 років вона та храм були під юрисдикцією РПЦ. У 1991 році громада села розділилася на вірних УАПЦ (нині ПЦУ) та УГКЦ.
Греко-католицька парафія була відновлена в лоні УГКЦ у 1991 році. Для богослужінь громада почала використовувати колишній костел, збудований римо-католиками, який був діючим для них до 1946 року. У 2001 році костел був переобладнаний на греко-католицький храм, який освятив владика Михаїл Сабрига.
Парафію відвідували єпископи:
- У 2001 році — владика Михаїл Сабрига.
- У 2009 році — владика Василій Семенюк.

При парафії діють такі спільноти:
- Марійська та Вівтарна дружини.
- Братство Матері Божої Неустанної Помочі.

Катехизацію проводить священник. На території парафії встановлено фігури святого Івана Хрестителя, святого Антонія Падуанського та Матері Божої.

## Парохи
- о. Климентій Слюзар,
- о. Володимир Слюзар (син о. Климентія),
- о. Віталій Дудкевич, ЧСВВ (1991—1993),
- о. Василь Іванів, ЧНІ (1993—1995),
- о. Йосафат Говера (1995—1997),
- о. Ярослав Півторак (1997),
- о. Богдан Барицький (1998—2000),
- о. Іван Довгошия (з 2000).